# Far til fire på landet
Far til fire på landet er en dansk familiefilm i Far til fire-serien fra 1955 instrueret af Alice O'Fredericks efter manuskript af Grete Frische. I denne tredje film med familien overtog Karl Stegger rollen som far efter Ib Schønberg.

## Handling
Det er sommer, og de fleste børn i København er på ferie på landet. Den lille familie er i Zoologisk Have, hvor de ser en dreng (Hans Henrik Dahl), der er ved at hælde peber på brød til dyrene for at se dem nyse. Mie (Rudi Hansen) siger, at han skal lade være, og generer ham, da han er ved at smide brødet ind i buret. Drengen sparker nu Mie på benet, hvilket får Ole (Otto Møller Jensen) til at slås med ham. Slagsmålet stopper først, da lille Per (Ole Neumann) får fat i brødet med peber og sætter det under næsen på drengen.
De tre yngste af børnene forsøger at overbevise deres far (Karl Stegger) om, at de skal på landet. Det gør det ved at hænge med hovederne, men i øvrigt være meget søde. Søs (Birgitte Bruun) finder ud af, at hendes kæreste Peter (Ib Mossin) skal hjælpe sin onkel med hans fiskerbåd i ferien, og det gør Søs trist. Han giver hende adressen på en dame, der udlejer værelser, hvis det skulle blive relevant. Far hopper ikke på de tre yngstes tricks, men da onkel Anders (Peter Malberg) gør ham opmærksom på, at Søs trænger til ferie, og det argument køber han. Han skriver til fru Mikkelsen (Marie Brink), damen med værelserne, og familien drager til Jylland.
I fiskerlejet er der dejligt, og de tre yngste finder nogle andre børn, der har indianertelte. De opdager, at det er drengen fra Zoologisk Have, Kjeld, og hans søster Hanne. De bliver nu gode venner, og en dag tager Ole, Kjeld og lille Per ud at sejle i en båd. De mister stagen til at styre med, og båden driver langt ud på havet. Mie og Hanne opdager det og får alarmeret nogle fiskere, så båden med Peter kan komme og redde dem.
Far læser krimi, onkel Anders forsøger sig som kunstmaler, og Peter længes efter Søs. Hans kusine, Rigmor (Hanne Winther-Jørgensen), overbeviser ham om, at han skal gøre Søs jaloux og hjælper ham med det. Det lykkes overmåde godt, men Søs ender med at forstå, at det bare er et nummer.
Mens børnene leger, graver lille Per en hule i en sandskrænt, men da de begynder at styrte ned, falder hulen sammen. En hund, der er med ham, alarmerer de andre børn, og da Peter og Søs, som er ude at gå, kommer til, får de gravet Per ud. Peter giver ham kunstigt åndedræt og lykkeligvis kommer Per til live igen. Ingen fortæller noget til far, der derfor, da familien skal hjem igen, udtaler, at det har været en dejlig og fredfyldt ferie.

## Medvirkende
- Karl Stegger – Far
- Birgitte Bruun – Søs
- Otto Møller Jensen – Ole
- Rudi Hansen – Mie
- Ole Neumann – Lille Per
- Peter Malberg – Onkel Anders
- Ib Mossin – Peter
- Hanne Winther-Jørgensen – Rigmor
- Louis Miehe-Renard – Lars Peter
- Hans Henrik Dahl – Kjeld
- Dorte Bjørndal – Hanne
- Marie Brink – Fru Mikkelsen

## Indspilning
En stor del af filmen blev indspillet i og omkring Sæby, og optagelserne var en stor begivenhed i området. Der medvirkede flere lokale folk som statister, og det var til tider svært at få ro til optagelserne, fordi der var så mange tilskuere. Der var dog også scener, der blev optaget ved vestkysten, fordi der var brug for store klitter, som ikke fandtes ved kattegatkysten.
En af de mest dramatiske scener i filmen er den, hvor de tre drenge ror ud i en båd, der ikke er helt tæt. Den blev optaget ud for Sæby, og der var truffet mange sikkerhedsforanstaltninger, for at det ikke skulle gå galt. Otto Møller Jensen og Hans Henrik Dahl, der spiller de to store drenge spillede imidlertid så realistisk, at Ole Neumann som lille Per, var overbevist om, at de var i rigtig fare. Han huskede dog alligevel sine replikker, men han var rædselsslagen, da en fisker trak ham op af vandet. Instruktøren, Alice O'Fredericks, ville tage scenen om, men Ole Neumann nægtede det, så det er ægte angst, man ser hos ham i filmen.